# Fédération unie des auberges de jeunesse
La Fédération unie des auberges de jeunesse (FUAJ) est une des principales fédérations françaises des auberges de jeunesse, dont le siège national se trouve au no 27 rue Pajol à Paris. C'est une association loi de 1901, à but non lucratif, créée en 1956.

## Historique
En 1929, le démocrate chrétien Marc Sangnier fonde à Boissy-la-Rivière, commune où il a été maire, la première auberge de jeunesse française et met en place l'année suivante la Ligue française pour les auberges de jeunesse (LFAJ). Deux ans plus tard, Sangnier sera aussi à l'initiative de la création la Fédération internationale des auberges de jeunesse (FIAJ). 
Durant l'été 1932, Marc Sangnier organise également « les Journées d’Espérance » dans différentes villes françaises. Paul Grunebaum-Ballin, juriste et directeur des habitations à bon marché dans la région parisienne, assiste à une de ces journées et souhaite participer avec son épouse Cécile, à l'œuvre de Sangnier. Mais leurs différends sur la question de la laïcité entrave toute collaboration.
En juin 1933, Cécile Grunebaum-Ballin crée ainsi le Centre laïque des auberges de jeunesse (CLAJ) avec plusieurs grandes formations de gauche laïques : le Syndicat national des instituteurs (SNI), la Ligue de l’enseignement, la Confédération générale du travail (CGT), l’Union des villes et des communes de France et la Fédération nationale des municipalités socialistes.
L'avènement du Front populaire en 1936 favorise l'essor des auberges de jeunesse avec l'adoption de nouvelles lois sociales : congés payés, semaine de
40 heures, billets à prix réduits. Le CLAJ en est le principal bénéficiaire puisqu'à la fin de l'année 1936, son réseau compte déjà 205 auberges et 6 000 usagers.
Sous l'occupation allemande, les deux organisations divergent face à l'attitude à adopter devant la politique du gouvernement de Vichy et des autorités d'occupation : 
- la LFAJ  est tolérée jusqu’en octobre 1943, mais refusant d’interdire la présence d’ajistes juifs dans ses rangs, elle préfère alors procéder à sa dissolution.
- le CLAJ est autorisé par ordonnance du commandement militaire allemand en France, le 21 février 1942, mais tombe sous la coupe de dirigeants collaborationnistes : Gaston Tyrand, puis Maurice Déglise.

En zone libre, la LFAJ et le CLAJ sont interdits. Des militants de ces deux organisations s’efforcent alors de faire vivre un mouvement ajiste en zone sud cherchant à reconquérir une légalité dans le cadre de la politique de la jeunesse du gouvernement de Vichy. Deux nouvelles associations sont ainsi créées en 1941 : 
- les Auberges françaises de la jeunesse (AFJ) est un organisme technique de gestion des auberges de jeunesse, au sein duquel sont représentés les principaux mouvements de jeunesse.
- les Camarades de la route (CDR) est un mouvement d’usagers qui rassemble les groupes ajistes.

Au moment de la Libération en 1944, le système de dualité est maintenu pour les auberges de jeunesse. Ainsi, deux associations se mettent en place : 
- une organisation technique : l'Union française des auberges de la jeunesse (UFAJ) qui prend en charge les installations des AFJ, du CLAJ et de la LFAJ. L’association a pour vocation de développer et maintenir un réseau d’auberges de jeunesse cohérent ;
- un mouvement d'usagers : le Mouvement uni des auberges de jeunesse (MUAJ), qui succède aux Camarades de la route regroupe tous les ajistes (CDR, CLAJ et LFAJ) et est membre de l’UFAJ.

En décembre 1944, à l'instigation de l’Association catholique de la jeunesse française (ACJF) une partie des catholiques qui étaient alors membres de ces deux organisations fondent l’Office central des camps et des auberges de la jeunesse (OCCAJ) présidé par Marc Sangnier qui est alors exclu du MUAJ. Les militants de la LFAJ quittent alors le MUAJ et gèrent leur réseau d’auberges en dehors de l’UFAJ. La fondation de l’OCCAJ et le retrait de la LFAJ entraînent une radicalisation des positions du MUAJ, notamment sur la laïcité et sur le rôle des ajistes, qui sera l’origine d’une scission du mouvement. Ainsi, en avril 1945, les militants communistes et une grande partie de l’ancienne équipe dirigeante des Camarades de la route (CDR) sont mis en minorité, une partie d’entre eux créent le mouvement Ajistes et campeurs de France (ACF), qui devient une section de l’Union de la jeunesse républicaine de France (UJRF). Les membres du MUAJ, influencé par un fort courant trotskyste, transforment alors l’association en Mouvement laïque des auberges de jeunesse (MLAJ).
En novembre 1949, le ministère chargé de la Jeunesse et de l’Éducation populaire met en place un comité d'action visant à créer une structure regroupant toutes les auberges de jeunesse. Le projet consiste en une fédération d’associations départementales (ADAJ) gérant le réseau d’auberges et constituées d’adhérents individuels. L’État est représenté au comité directeur national et dans les conseils d’administration des ADAJ par des fonctionnaires ministeriels. Dans ce projet, les mouvements de jeunesse sont donc écartés de la gestion des auberges. Les militants de l’UFAJ, constitué principalement de représentants de mouvements de jeunesse, de communistes et de catholiques, rompent alors les pourparlers avec l’État.
Dès 1953, les pourparlers d'unification entre les divers mouvements ajistes reprennent en coulisse avec la constitution d’une commission officieuse, composée d’Eugène Quet, Claude Brochet, Maurice Tadier et André Lécuyer. Elle aboutit deux ans plus tard au principe de la création une fédération unique. Un comité paritaire provisoire est alors désigné. En mai 1956, la création de la Fédération unie des auberges de jeunesse (FUAJ) est officialisée. Eugène Quet en devient le premier secrétaire général.
L’assemblée générale du 2 novembre 1958 enregistre à son profit la dissolution de presque toutes les associations d’auberges de jeunesse.
En 1959, la plus ancienne de ces organisation, la LFAJ, quitte la FUAJ, lui reprochant d’abandonner sa neutralité à propos des questions d’aide de l’État à l'école privée et de prendre position concernant la guerre d'Algérie.

## Présentation
Par ses statuts, elle s’engage à favoriser les rencontres entre personnes de tous âges, du monde entier, dans le respect des différences. Ces rencontres internationales de jeunes, en particulier, participent à l'émergence d'une citoyenneté internationale porteuse d'ouverture et de tolérance - message fort pour les générations futures – et de la lutte contre les exclusions liées à l’âge, au handicap, au niveau social, à la nationalité, etc. Pour favoriser ces rencontres, elle met à leur disposition :
- des hébergements et espaces de vie collectifs à des tarifs économiques. Tous les usagers de la FUAJ sont donc des adhérents de l’association.

À ce titre, tout adhérent :
- a accès à l’ensemble du réseau, en France et à l’international
- bénéficie des tarifs négociés avec ses partenaires nationaux ou locaux
- bénéficie  d’une assurance responsabilité civile dans le cadre des séjours en Auberge
- peut participer l’association des Auberges de Jeunesse et au projet associatif
- affirme son engagement vis-à-vis des valeurs que défend la FUAJ.

## Adhésion de la FUAJ à diverses organisations
La FUAJ est le maillon français de Hostelling International (HI) qui regroupe les organisations nationales d’Auberges de Jeunesse représentant 3 000 auberges dans plus de 70 pays, ce qui en fait le plus grand réseau d’Auberge de Jeunesse au monde. À ce titre, les adhérents de la FUAJ bénéficient de l'ensemble des services proposés aux membres de ce réseau.
Elle adhère en 1965 à l'Union nationale des associations de tourisme et de plein air.

### Sources
- Les archives de la Fédération unie des auberges de jeunesse sont conservées aux Archives nationales sous la cote 95 AS[2].